# Niuva 20
Niuva 20 es un EP publicado por la banda finlandesa Turmion Kätilöt en 2005. El nombre Niuva 20 hace referencia a un asilo que se encuentra en Niuvanniemi, Kuopio.El álbum contiene 5 canciones.

## Lista de canciones
1. Sika!
2. Kirosana!
3. Varjot
4. Stormbringer (Deep Purple cover)
5. Litto Live (En vivo en un concierto en el Henry's Pub, Kuopio, Finlandia, 8 de enero de 2005)